# Gołomianka mała
Gołomianka mała, gołomianka Dybowskiego (Comephorus dybowskii) – gatunek drapieżnej, słodkowodnej ryby skorpenokształtnej z rodziny gołomiankowatych (Comephoridae).

## Występowanie
Gatunek endemiczny jeziora Bajkał na Syberii.

## Cechy charakterystyczne
- ciało wydłużone, bez łusek, przezroczyste,
- bardzo długie płetwy piersiowe,
- jajożyworodne,
- od gołomianki dużej (Comephorus baikalensis) różni się morfologicznie znacznie mniejszym rozmiarem oczu i krótszą linią boczną, również długość ciała jest mniejsza.

## Inne cechy
- Samice osiągają do 15,8 cm długości, choć zazwyczaj dorosłe samice mają 10–11 cm. Samce są mniejsze, średni wymiar to 8–9 cm, maksymalnie do 13,5 cm.
- Żyją do 7 lat.

## Rozmnażanie
- Dojrzałość płciową osiągają w wieku 2–3 lat mając rozmiar 76–105 mm, ciąża trwa ponad 3 miesiące, larwy przychodzą na świat w większości w lutym i marcu. Po porodzie przeważnie dochodzi do masowego wymierania samic.

## Ekologia
Zamieszkuje wody otwarte i głębokie – latem od 130 m aż do najgłębszych stref jeziora (ponad 1600 m), a zimą preferuje strefy płytsze niż latem. Oprócz zmienności strefy głębokościowej w zależności od pory roku, obserwuje się także wyraźne migracje dobowe. Dorosłe osobniki jedzą głównie skorupiaki Macrohectopus branickii należące do rzędu obunogów, a znacznie rzadziej także larw obu gatunków gołomianki. 
Gołomianka stanowi jeden z głównych (do 62%) składników diety foki bajkalskiej, a młode są ważnym pokarmem omula i innych ryb. 

## Użytkowanie przez człowieka
Bez znaczenia, w przeszłości z padłych naturalnie ryb wytapiano tłuszcz w celach leczniczych, eksportowano go także do Chin.

## Badacze
Pierwszym badaczem, który postulował istnienie, oprócz Comephorus baikalensis, innego gatunku gołomianki był Benedykt Dybowski, który zauważył, że gołomianki rodzą w różnych okresach. Gdy w 1905 odkryto ów nowy gatunek, to nazwano go na cześć Dybowskiego.